# Don't Bring Me Down (Electric Light Orchestra)
Don't bring me down is een nummer van de Britse band Electric Light Orchestra (ELO). Het is de derde single van hun achtste studioalbum Discovery uit 1979. In augustus dat jaar werd het nummer op single uitgebracht.

## Achtergrond
Don't bring me down is een van de bekendste platen van ELO en werd wereldwijd een grote hit. In thuisland het Verenigd Koninkrijk behaalde de plaat de 3e positie in de UK Singles Chart. In Ierland, Australië en Nieuw-Zeeland werd de 6e positie bereikt, de VS de 4e, Canada de nummer 1-positie, Duitsland de 5e, Oostenrijk en Zwitserland de 2e en Zuid-Afrika de 9e.
In Nederland werd de plaat veel gedraaid op Hilversum 3 en werd een grote hit in de destijds drie landelijke hitlijsten op de nationale publieke popzender. In zowel de Nationale Hitparade als de Nederlandse Top 40 wist de plaat de 5e positie te bereiken en piekte op de 4e positie in de TROS Top 50. In de Europese hitlijst op Hilversum 3, de TROS Europarade, werd de 7e positie behaald.
In België bereikte de plaat de 5e positie in de voorloper van de Vlaamse Ultratop 50 en de 6e positie in de Vlaamse Radio 2 Top 30. In Wallonië werd géén notering behaald.
Sinds de allereerste editie in december 1999 staat de plaat onafgebroken genoteerd in de jaarlijkse NPO Radio 2 Top 2000 van de Nederlandse publieke radiozender NPO Radio 2, met als hoogste notering een 533e positie in 2001.

## NPO Radio 2 Top 2000
| Nummer met noteringen in de NPO Radio 2 Top 2000 | '99 | '00 | '01 | '02 | '03  | '04 | '05 | '06  | '07  | '08  | '09 | '10 | '11  | '12  | '13  | '14  | '15  | '16  | '17  | '18  | '19  | '20  | '21  | '22  | '23  | '24  |
| ------------------------------------------------ | --- | --- | --- | --- | ---- | --- | --- | ---- | ---- | ---- | --- | --- | ---- | ---- | ---- | ---- | ---- | ---- | ---- | ---- | ---- | ---- | ---- | ---- | ---- | ---- |
| Don't Bring Me Down                              | 698 | 535 | 533 | 813 | 1127 | 979 | 927 | 1034 | 1293 | 1032 | 967 | 994 | 1002 | 1294 | 1180 | 1282 | 1274 | 1169 | 1070 | 1320 | 1309 | 1380 | 1250 | 1369 | 1498 | 1511 |

1. ↑  Een vetgedrukt getal geeft de hoogste notering aan.